# Tonung
Tonung, auch Virage oder Viragierung genannt, bezeichnet eine Technik des Einfärbens von Fotos beziehungsweise von Filmmaterial. Entstanden ist sie durch die Schwarz-Weiß-Fotografie, bei der das schwarz erscheinende Silber auf chemischem Wege in gefärbte Verbindungen überführt wurde.
Im ersten Viertel des 20. Jahrhunderts wurden unter anderem Schwarz-Weiß-Filme viragiert. In der heutigen Verwendung des Begriffes ist das generelle Einfärben von Fotos gemeint – in den meisten Fällen auf digitalem Wege.

Schwarz-Weiß-Fotografie

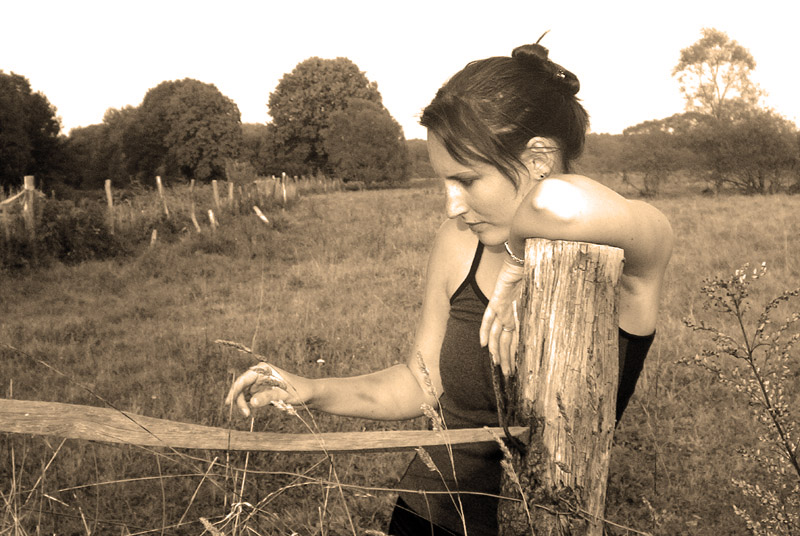
Sepia-Tonung per EBV

## Tonungsarten
Abgesehen von der Tonung eines Fotos auf digitalem Weg gibt es grundsätzlich zwei Möglichkeiten der chemischen Tonung:
Direkte Tonung
Die Tonung wird auf das fixierte und gewässerte Bild angewendet.
Indirekte Tonung
Der Tonung geht ein Bleichprozess voraus. Typische Bleichbäder bestehen aus rotem Blutlaugensalz (Kaliumhexacyanoferrat(III)), teilweise unter Beimischung von Kaliumbromid.

## Tonerarten (chemisch)
Beliebteste Form der Tonung ist die Sepia-Tonung, bekannt von vielen alten Schwarz-Weiß-Aufnahmen, die genaugenommen nicht schwarz-weiß, sondern braun-weiß sind. Bei der Sepia-Tonung wird das Silber im Fotopapier mit Natriumsulfid in Silbersulfid umgesetzt. Diese Schwefeltoner sind auch unter dem Oberbegriff (Poly-)Sulfid-Toner bekannt. Die Tonung erfolgt in zwei Stufen. Zuerst wird mit einer Lösung von Kaliumhexacyanidoferrat(III) (rotes Blutlaugensalz) und Kaliumbromid das Bildsilber in Silberbromid umgewandelt, dass dann mit dem Sulfid zu Silbersulfid reagiert. Da diese Polysulfidtoner sehr giftig und umweltgefährlich sind, aber auch eine sehr starke Geruchsentwicklung haben (verfaulte Eier), werden sie immer mehr vom geruchlosen Thioharnstofftoner (Harnstoff, bei dem das Sauerstoffatom durch ein Schwefelatom ausgetauscht ist) verdrängt. Ursprünglich war der Grund der Schwefeltonung weniger ein ästhetischer als vielmehr ein praktischer. Das bei der Schwefeltonung gebildete Silbersulfid ist wesentlich stabiler als das feinverteilte Silber und die so getonten Bilder sind absolut archivfest und sehr haltbar.
Neben der Schwefeltonung gibt es eine Reihe weiterer Farben, für die es konfektionierte Präparate gibt, die man aber auch selber ansetzen kann
- Cyanotypie auf Leinwand, 60x80 cm, partiell getont mit Tannin, Wolfgang Autenrieth, 2021 CC BY-NC-SA 4.0Blau- und Grüntoner[2]
- Braun- und Rottoner[3]

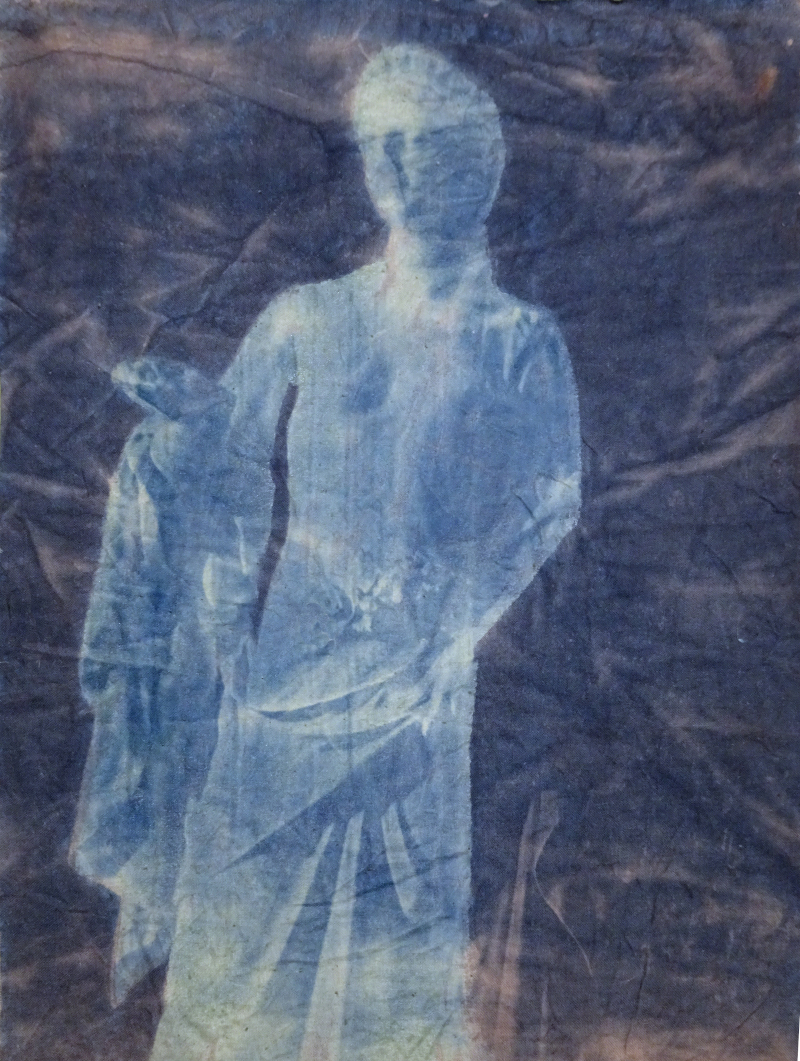
Cyanotypie auf Leinwand, 60x80 cm, partiell getont mit Tannin, Wolfgang Autenrieth, 2021 CC BY-NC-SA 4.0

- Gold- und Platintonung wird üblicherweise konfektioniert eingesetzt[1]

Blautonung und Grüntonung erfolgen mittels Eisensalzen, die Röteltonung mit Kupfersalzen und der Selentonung mit Selen. Die je nach der Fotopapiervariante entstehende Farbverschiebung bei der Selentonung ist dabei eher von untergeordneter Bedeutung – erwünscht ist in erster Linie die Fähigkeit des Selentoners zur deutlichen Erhöhung der Schwärzungsdichte in den Schattenpartien des Positivs und damit zur weiteren Steigerung der Brillanz des fotografischen Abzugs.
Teurere, daher seltenere, Varianten sind Gold- und Platintonung. Weitere Möglichkeiten bieten Carbon-, Cobalt- und Kupfertoner.
Toner können durch Mehrfachtonung mit verschiedenen Tonern und optionalem Zwischenbleichen oder Rückentwickeln (d. h. erneut in Entwickler) sehr interessante Farbeffekte hervorrufen.
Die Toner können selbst angesetzt werden, fertig konfektionierte Tonerchemie wird von Herstellern wie Tetenal, Kodak und Moersch Photochemie angeboten.

### Tonen von Edeldrucken
Fotografische Abzüge/Belichtungen auf Papier oder Leinwand lassen sich auf verschiedene Weise umfärben (=tonen). So wird die – eigentlich immer in Blautönen erscheinende – Cyanotypie chemisch durch Tannin, grünen Tee oder andere Substanzen getont.

## Tonung im Kinofilm und als Dramaturgie
In der Schwarzweiß-Film-Ära war die Tonung (oder Viragierung) zunächst eine preisgünstigere und schnellere Alternative zur aufwendigen Nachkolorierung, erlaubte aber auch eine dramaturgische Farbensprache, die sich danach unterschied, welche monochrome Farbe in einer Szene zum Einsatz kam. Die Tonung konnte also zwischen mehreren Farben wechseln. Das heute bekannte Schwarzweißbild war in diesem Sinne lange Zeit eher die Ausnahme. Dabei verliert der Filmstreifen durch häufiges Abspielen die Tonung, sodass nur noch das farblose Material verbleibt.
In Deutschland wurden Stummfilme bis Mitte der 1920er-Jahre mittels Viragierung vollständig farbig gemacht, später nur noch die Nachtszenen. Allgemein hatte sich folgende Farbensprache im Kontext der Filmstreifeneinfärbung herausgebildet:
- Gelb („ein kräftiger Bernsteinton“) – (sonnige) Außenaufnahmen bei Tag
- Blau – außen, nachts
- Sepia – innen, nachts
- Orange – Szenen bei Lampen oder Kerzenschein
- Rosa – Friede, Ausgeglichenheit, Freude, innerer Gemütszustand
- Violett – Sonderfarbe des Nachts (dramatischer)
- Rot – Liebe, Verruchtes und Gewalt
- Grün – Magie, Geheimnisvolles und Unheimliches

## Drucktechnik
Tonen im Druckprozess bezeichnet die Erscheinung, dass die eigentlich nicht druckenden Stellen einer Druckplatte Farbe übertragen und ein Farbton an normalerweise unbedruckten Stellen des Papieres entsteht. Beim Offsetdruck entsteht dieser Fehler durch Oxidation der Aluminiumdruckplatte bei langem Maschinenstillstand oder unzureichender Konservierung durch Gummi Arabicum von archivierten Druckplatten.